# St. Georg (Neustadt/Harz)

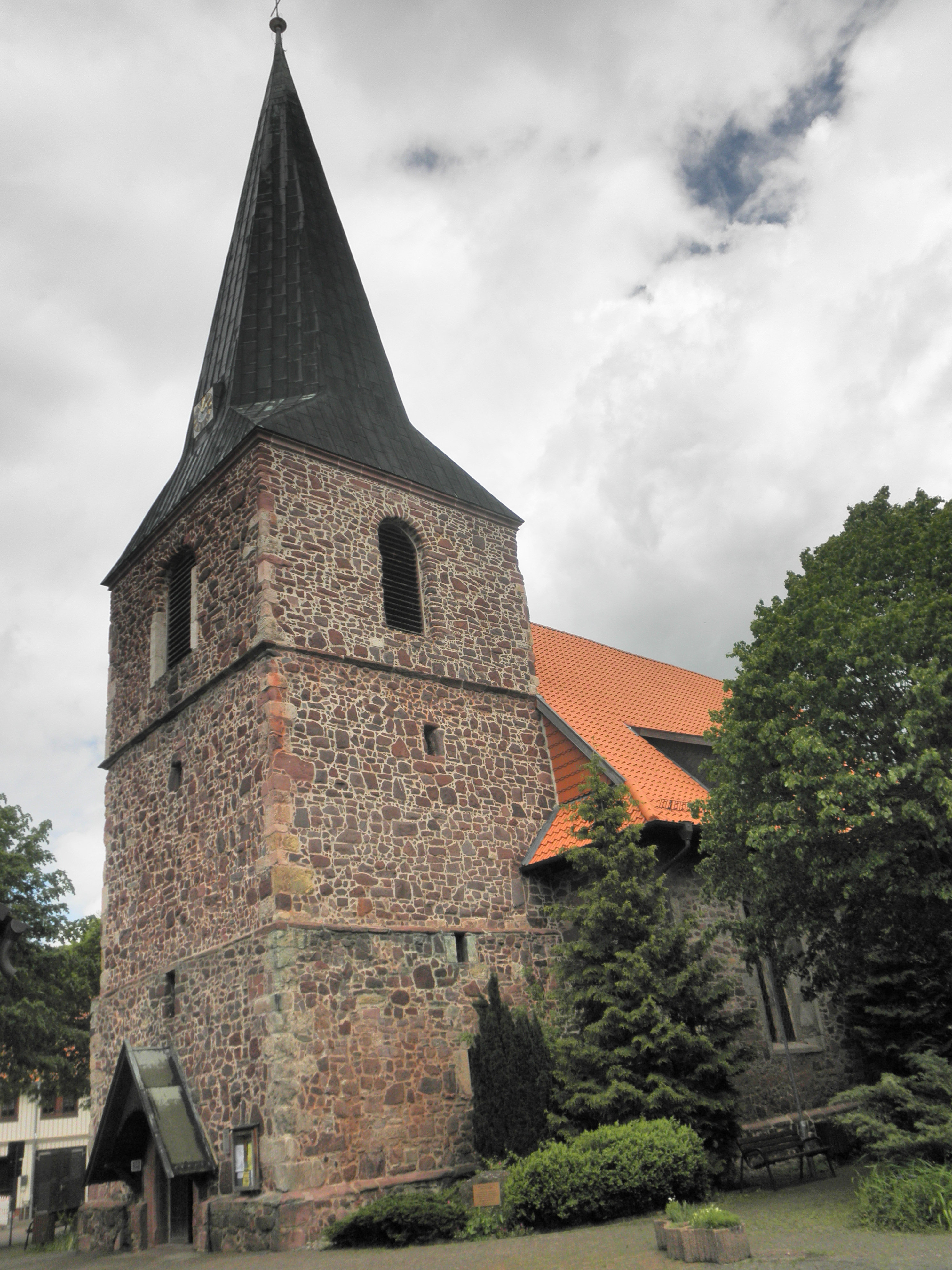
St. Georg

Die evangelisch-lutherische, denkmalgeschützte Pfarrkirche St. Georg steht in Neustadt/Harz, einem Ortsteil der Landgemeinde Harztor im Landkreis Nordhausen von Thüringen. Die Kirchengemeinde Neustadt gehört zum Pfarrbereich Ilfeld im Kirchenkreis Südharz der Evangelischen Kirche in Mitteldeutschland.

## Geschichte
Beim großen Brand von Neustadt, am 10. September 1678, brannte auch die Kirche vollständig ab, alles Inventar ging dabei verloren. 1679 wurde mit dem Wiederaufbau begonnen, der sich bis 1705 hinzog. 1693 konnte der erste Gottesdienst in der noch halbfertigen Kirche gehalten werden. 1706 wurden der Kirche zwei Taufengel geschenkt, über ihren Verbleib ist nichts bekannt. Der nun in der Kirche hängende barocke Taufengel wurde 1960 restauriert. Am 21. November 1712 wurde die Orgel des Orgelbauers Johann Georg Papenius eingeweiht. Sie ist nicht erhalten. Heute steht die am 1. September 1985 hier eingeweihte Orgel des Orgelbauers Friedrich Ladegast in der Kirche. Sie war für die Kirche von Eythra gebaut worden, der Ort musste dem Braunkohlebergbau weichen.

## Beschreibung
Die barocke Saalkirche mit polygonalem Chor und eingezogenen quadratischen Kirchturm im Westen wurde aus Bruchsteinen gebaut. Seinen heutigen hohen oktogonalen Helm bekam der Turm 1871, damals noch mit vier Ecktürmchen verziert, die bei seiner Neueindeckung 1972 entfernt wurden. Ernst zu Stolberg stiftete im Jahr 1698 zwei Glocken, die kleine wurde im Ersten Weltkrieg für Rüstungszwecke eingeschmolzen, die große kam nach dem Zweiten Weltkrieg beschädigt aus Hamburg zurück und wurde in Apolda in alter Form neu gegossen. Das Erdgeschoss des Turms hat ein Kreuzgratgewölbe.
Das weite Kirchenschiff ist mit einem gestauchten hölzernen Tonnengewölbe überspannt, im Chor ist es als Halbkuppel ausgeformt. Die dreiseitigen hölzernen Emporen haben Brüstungen mit Balustern. Im Westen ist die Empore doppelstöckig, die obere, auf der die Orgel steht, ist bogenförmig ausgebildet. Die Orgel mit 17 Registern, verteilt auf zwei Manuale und Pedal, wurde 1875 von Friedrich Ladegast gebaut und 1985 von Norbert Sperschneider, dem Nachfolger von Gerhard Kirchner restauriert. Die Frau von Ernst zu Stolberg, Christiane Elisabeth von Gladebeck, stiftete 1705/1706 den barocken Kanzelaltar. Unter der Kanzel befindet sich ein Gemälde über das letzte Abendmahl von 1707. Ein Medaillon von 1681 mit einem schwebenden Christus bekrönt die Kanzel.